# Work It (série de televisão)
Work It (no Brasil, De Saia Justa) é uma série de 2012, produzida e distribuída pela Warner Bros. Pictures. Cancelada após a exibição de dois episódios, foi exibida no SBT, nas madrugadas de segunda para terça, às 03h30, de 21 de janeiro de 2013 a 22 de abril de 2013.

## Sinopse
Essa é uma comédia que acompanha dois amigos que por não conseguirem nenhum emprego decidem se vestir como mulheres para trabalharem como representantes farmacêuticos. Não apenas eles conseguem enganar suas colegas de trabalho, como no processo, podem aprender valiosas lições e tornarem pessoas melhores.

## Personagens
•	Ben Koldyke como Lee Standish
•	Amaury Nolasco como Angel Ortiz
•	Beth Lacke como Connie Standish
•	John Caparulo como Brian
•	Rebecca Mader como Grace Hudson
•	Rochelle Aytes como Vanessa Warner
•	Kate Reinders como Kelly 
•	Kirstin Eggers como Kristin
•	Hannah Sullivan como Kat Standish

## Dublagem
No Brasil, foi dublada pelo Estúdio Delart Rio.

## Episódios
1ª temporada (2012)
01. "Pilot"(Piloto)
EUA: 03/01/2012
Brasil: 21/01/2013
O chefe de família Lee está desempregado há meses e o desespero passa a tomar conta de sua alma. Depois de descobrir que o mercado de trabalho está sendo dominado pelo sexo frágil, ele radicaliza e vai procurar emprego vestido de mulher. Bem sucedido, "ela" se torna representante de uma indústria farmacêutica. Como seu melhor amigo também passava pela mesma situação,  Lee o convence de fazer o mesmo, tornando-se "amigas" de trabalho. Ao viver bem de perto o mundo feminino ele aprende importantes lições que o tornam melhor marido e pai.
02. "Shake Your Moneymaker"(Rebolando por Dinheiro)
EUA: 10/01/2012
Brasil: 28/01/2013
Enfim o treinamento acabou e ,vestidas de mulheres, Lee e Angel vão a campo para as primeiras visitas. Mas enquanto Lee, que era um fenômeno de vendas, não consegue vender absolutamente nada, Angel, com seu jeito nada convencional, torna-se uma grande vendedora.
03. "Close Shave"(Necessidades Femininas)
EUA: não foi exibido.
Brasil: 04/02/2013
Desde que começou em seu novo emprego Lee se sente sugado e nem percebe que não vem dando à sua esposa uma "atenção especial". Já no trabalho, Lee é obrigado a lidar com uma situação muito delicada.
04. "Space Invaders"(Invasoras do Espaço)
EUA: não foi exibido.
Brasil: 18/02/2013
Sem saída, Lee e Angel são obrigadas a participar do clube do livro que suas colegas de trabalho organizam. Enquanto a reunião é mais uma desculpa para elas fofocarem, Angel fica entusiasmada e quer que todas passem a discutir apenas o assunto do livro.
05. "Breast Awareness Week"(Semana de Atenção aos Seios)
EUA: não foi exibido.
Brasil: 25/02/2013
Enquanto todas tem que participar de um seminário da Coreco para mulheres, sobre o Câncer de Mama, Lee terá que vender seus produtos no consultório em que sua esposa trabalha.
06. "Immaculate Deception"(Engodo Imaculado)
EUA: não foi exibido.
Brasil: 04/03/2013
Enquanto Lee sai com algumas amigas de trabalho para comprar roupas, Angel vai a uma vidente e acaba se metendo em uma tremenda confusão: ele tem que mentir e diz que está "grávida". As despesas extras que Lee está tendo para manter seu novo emprego estão atrapalhando a sua vida pessoal.
07. "Girl Fight"(Briga de Mulheres)
EUA: não foi exibido.
Brasil: 11/03/2013
É a noite da trívia no bar e Lee acaba tendo que sair com Kristin, sendo assim, Angel fica decepcionado e no trabalho “as duas” acabam brigando. Como Lee e Kristin estão muito amigos, Angel tenta fazer ciúmes nele usando a colega antipática Grace.
08. "Surprise Package"(Pacote Surpresa)
EUA: não foi exibido.
Brasil: 18/03/2013
É aniversário de Lee, e suas amigas de trabalho, além de lhe prepararem uma festinha surpresa, a levam para um clube de striptease.
09. "Hunger Games"(Jogos Vorazes)
EUA: não foi exibido.
Brasil: 25/03/2013
Depois de fazer uma aposta com as sua amigas de trabalho, Lee começa um rigoroso regime, mas ele tem que tomar cuidado para não influenciar sua filha, que não está nada satisfeita com o seu corpo.
10. "Cinderella Story"(A História da Cinderela)
EUA: não foi exibido.
Brasil: 01/04/2013
Depois de descobrirem que Angel nunca teve uma festa de 15 anos, suas amigas de trabalho decidem preparar uma surpresinha para ela: uma festa de 15 anos.
11. "Masquerade Balls"(Baile de Máscaras)
EUA: não foi exibido.
Brasil: 08/04/2013
Sem ter como fugir, Lee é obrigado a participar de uma festa a fantasia do trabalho da sua esposa. Durante o evento ele encontra Kristin e se mete em uma grande enrascada. 
12. "My So-Called Mid-Life Crisis"(A tal crise de Meia-Idade)
EUA:não foi exibido.
Brasil: 15/04/2013
Para salvar a pele de Angel, Lee acaba aceitando furar as orelhas, agora ele vai ter que inventar uma excelente desculpa para dar em casa. 
13. "Field of Schemes"(Jogo de Traições)
EUA: não foi exibido.
Brasil: 22/04/2013
Para salvar a pele de Angel, Lee acaba aceitando furar as orelhas, agora ele vai ter que inventar uma excelente desculpa para dar em casa. 